# Sabóia (Odemira)
Sabóia es una freguesia portuguesa del concelho de Odemira, con 155,80 km² de superficie y 1.344 habitantes (2001). Su densidad de población es de 8,6 hab/km².

## Galería

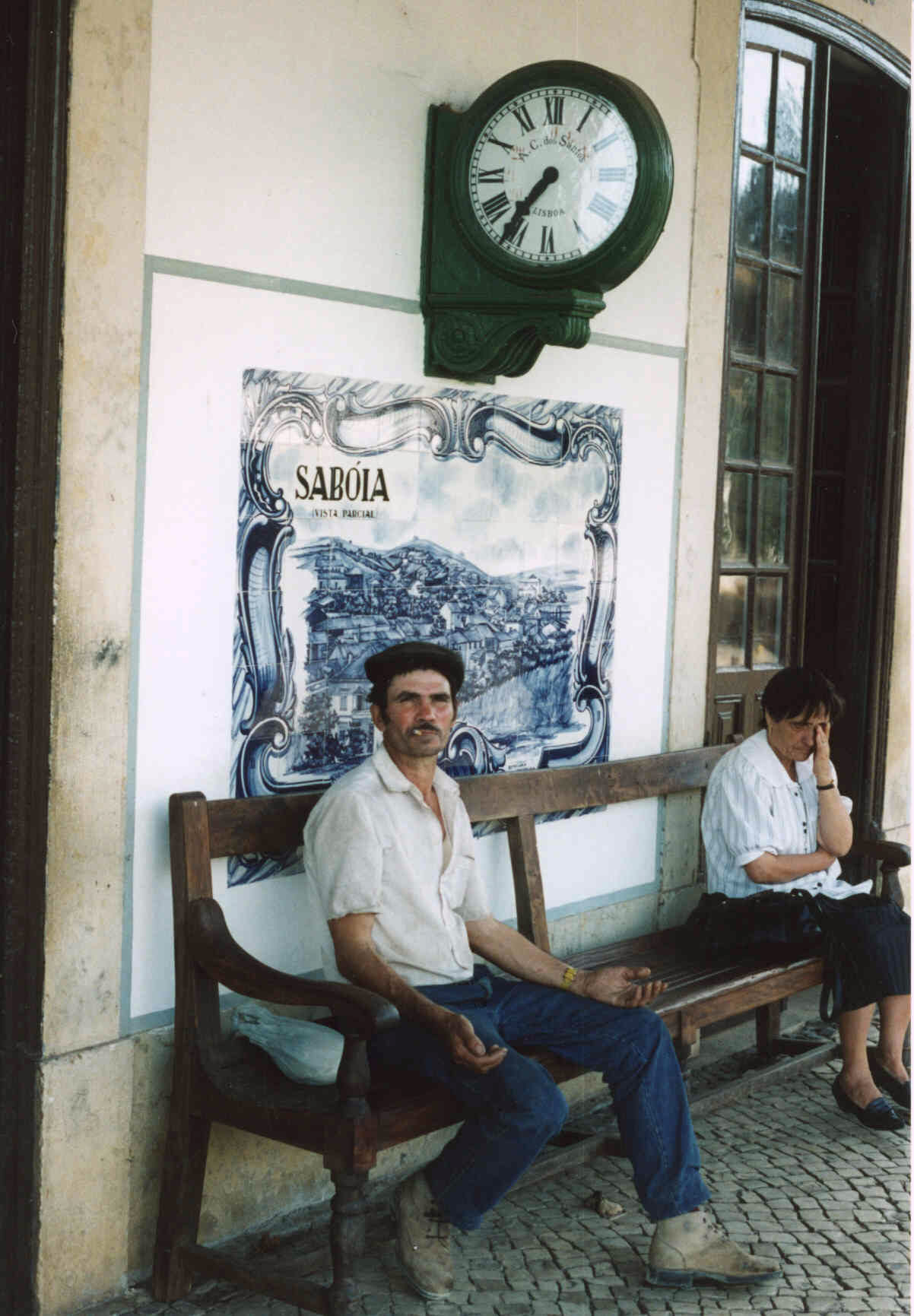
Estación de Sabóia